# Mitsubishi L200
A Mitsubishi L200 é uma picape média fabricada pela Mitsubishi Motors. Possui uma estrutura média e é equipada com um motor 2.4 DI-D. Estreou no mercado em 1978, com o nome de Mitsubishi Forte — permanecendo com este nome até 1986, quando o nome foi mudado para Strada. No resto do mundo é conhecida como L200.
Em Portugal é conhecida como Strakar e como Triton na Tailândia. A quarta geração foi projectada por Akinori Nakanishi, e foi lançada em 2005. A pick-up é montada na Tailândia e é exportada para 140 países. É Fabricada também no Brasil em Catalão, Goiás.
No ano de 2016 foi a 13.ª picape mais vendida no mundo, com a marca de 74.890 unidades vendidas.

## Primeira geração
Em 1978 a Mitsubishi lança a L200, chamada como Forte no Japão e L200 no restante mercado. Equipada com um motor 2000cc e 2300 a diesel e na América é equipada com um motor de ignição 2500cc.

## Segunda geração
A L200 passa a ter o nome de Strada mas somente no mercado japonês e em alguns países, nos restantes continua como L200. Torna-se numa picape mais robusta e maior. Equipada com três tipos de carroçaria, foi feita a cabine dupla de 4 portas e 5 lugares, a cabine club de 2 portas e com 4Lugares e a cabine simples também de 2 portas mas com 3 ou 2 lugares, ambas em 4WD ou 2WD.

## Terceira geração
- Em 1996 a L200 Strada sofreu uma grande mudança, tem um interior mais bem preenchido e com uma carroçaria mais arredondada.
- Em 1998 sofre uma ligeira mudança no que diz respeito à grelha e aos faróis, deixa de ter a grelha que apanhava os faróis para ter um grelha individual com os faróis e os faróis deixam de ser quadrados e metidos para dentro e passam a ser maiores e com linhas curvas.
- Em 2001 sofre uma nova alteração, mantêm-se os mesmo faróis mas muda a Grelha o para-choques e os farolins traseiros, e a topo de gama vem equipada com ar-condicionado automático.
- Passado quatro anos em 2005 sofre novamente uma remodelação,  grelha do radiador passa a ter o triângulo com o logo da Mitsubishi que era a nova identificação da Mitsubishi, nas versões de topo veem equipadas com as abas frontais fazem seguimento até ao meio do para-choques e vem já com faróis de nevoeiro, os piscas/mínimos da frente e os piscas laterais passar a ser brancos, atrás é equipada com um para-choques com sensores de estacionamento.

Nesta geração nasceu em 1997 a L200 Todo-o-Terreno, mas com o nome de Pajero Sport.
- No Brasil, a Terceira geração da L200 é lançada com o nome L200 Sport em 2003, fabricada em Catalão-GO, adotou um visual exclusivo em relação aos modelos vendidos no resto do mundo, destacam-se os faróis e lanternas com elementos circulares separados e uma grade de tela com os diamantes da Mitsubishi no centro, alterações que a Pajero Sport Brasileira também adotou.

## Quarta geração
No Dakar de 2005 uma equipa privada da Tailândia estreia uma pick-up completamente nova com um design muito parecido ao Pajero Evolution. Essa pick-up veio dar origem à nova L200. Começou a sua produção em 2005e conta com uma carroçaria completamente nova, ganha um novo motor 2500cc Common-Rail DI-D cumprindo as normas Euro-4, e, pode circular na estrada com quatro rodas motorizes, em qualquer velocidade. Também de novidade nesta nova L200 é do vidro traseiro baixar. Neste momento é a Pick-up líder no mercado Português. É fabricada na Tailândia.

## Quinta geração
A quinta geração começou a ser vendida em 2015 na Europa e na Ásia, em alguns países é vendido com o nome de Fiat Fullback ou Ram 1200.

### Desempenho emcrash tests
O L200 recebeu da Latin NCAP 0 estrelas das 5 possíveis, na proteção de adulto, e 2 estrelas de proteção infantil em 2019.

## Mitsubishi L200 no Brasil
- Até 1992 o Grupo Souza Ramos transformava as F1000 em utilitário esportivo e furgões e em 1993 ele passou a importar do Japão os Mitsubishi e em 1996 ele anunciava uma nova fabrica em Catalão-Goias e em outubro de 1998 na linha 1999 chegava a L200 nacional com 50% dos componentes nacionais, ela vinha apenas na cabine dupla, ela media 5,04 metros de comprimento,1,74 metros de largura, 1,79 metros de altura e 2,96 metros de entre - eixos, ela vinha apenas na tração 4x4, o motor era dianteiro, ela vinha em três versões de acabamento: L, GL e GLS, ela vinha na única opção de motor importado do Japão o 2.5 Turbo Diesel da família Astron de fabricação própria da Mitsubishi, com bloco e cabeçote de ferro, comando de válvulas no bloco acionado por varetas, turbo, intercooler e bomba injetora, o seu diâmetro é de 91,1 mm e o curso é de 95,5 mm o que totalizavam 2471 cm3, a sua taxa de compressão era de 21:1 e com isso gerava 20,5 KGFM a 2000 RPM e 87 CV a 4000 RPM era o motor mais fraco entre as picapes á diesel e o de segundo menor torque, A sua suspensão na dianteira era Independente por braços duplos triangulares com molas helicoidais e na traseira era eixo rígido com feixe de molas e os amortecedores eram pressurizados nas quatro rodas e os freios eram discos ventilados e tambores na traseira e o visual era igual ao do modelo importado, mas de fato perto de S10, Dakota e Ranger parecia ter um visual antigo, o câmbio era o manual de cinco marchas apenas e a capacidade de carga era de 1050 KG. A L200 nacional no seu primeiro ano era igual a importada e o motor era o 2.5 Turbo Diesel de 87 CV.
- Em outubro de 1999 na linha 2000 o grupo Souza Ramos mexe na picape com nova grade dianteira e faróis duplos redondos era uma forma de dar uma atualizada na picape e sem alterações em motor e câmbio. O motor mais tarde foi a 100 CV.
- Em 1998 começava a ser traçada a história da Mitsubishi no Brasil quando inaugurou sua planta de produção em Catalão, sudeste de Goiás. O primeiro veículo da marca a ser produzido na unidade foi a Mitsubishi L200 branca, com a morfologia típica do Brasil: cabine dupla, motor a diesel e tração nas 4 rodas.
- Em julho de 2000 ela enfrentou S10 Deluxe 2.8 Turbo Diesel Intercooler, Ranger XLT 2.5 Turbo Diesel e Hilux 2.8 Diesel todas cabine dupla e 4x4, ela foi de 0 a 100 km/H em 17,7 segundos vazia só ficou atrás da S10 com 15,5 segundos e bateu a Ranger com 18,9 segundos e Hilux com 30,5 segundos e carregada ela fez a prova em 24,3 segundos só ficou atrás da S10 com 20 segundos, seguido da Ranger com 25,3 segundos e da Hilux com eternos 45 segundos e o seu consumo urbano foi de 9,4 km/L só ficou atrás da S10 com 10,3 km/L, foi seguida da Ranger com 9,2 km/L e da Hilux com 8,5KM/L e o rodoviário foi de 11,7 km/L de novo só atrás da S10 com 13,4 km/L e na frente da Ranger com 10,2 km/L e da Hilux com 9,9 km/L a explicação para esse desempenho todo? ela era bem mais leve que Ranger e S10 e isso ajudava. Em outubro de 2000 na linha 2001 nada muda, em julho de 2001 na linha 2002 nada muda, em outubro de 2002 na linha 2003 nada muda em julho de 2003 como linha 2004 chegava a L200 Sport que mantinha a plataforma ,mas vestia outra roupa era um resposta a chegada da Frontier, da renovação da S10, do motor mais potente da Ranger, ela chegava como sempre na cabine dupla, na opção de tração 4x4, duas versões de acabamento: GLS e HPE, duas opções de câmbio: manual de cinco marchas ou automático de quatro marchas era a primeira picape á diesel nacional com câmbio automático, ela mantinha o entre - eixos, mas a largura foi a 1,77 metros e altura foi a 1,80 metros e o comprimento caiu para 4,99 metros apesar da aparência mais robusta e o veterano Astron 2.5 Turbo Diesel ganhou injeção eletrônica e turbo de geometria variável, manteve a taxa de compressão e duas opções a primeira com 26,2 KGFM a 2000 RPM e 121 CV a 4000 RPM e segunda com maior pressão na turbina e com isso gerava 30.6 KGFM a 2000 RPM e 141 CV a 4000 RPM era a picape média a diesel mais potente do mercado na época e lembrando que esse motor de 141 CV era exclusivo da HPE. Já antiga L200 só ficava nas versões L e GL e estreava a Savana voltada para o fora de estrada e o mesmo motor da L200 antiga.
- E essa era linha 2004 da L200, em outubro de 2004 na linha 2005 nada muda, em outubro de 2005 na linha 2006 a L200 L, GL e Savana ganhavam alterações no motor 2.5 Turbo Diesel que passava a gerar 22 KGFM a 2000 RPM e 100 CV a 4000 RPM, em julho de 2006 na linha 2007 a L200 Sport virava Outdoor com para- choques cinza-escuro, mas manteve os motores e as duas opções de câmbio.
- Em setembro de 2007 na linha 2008 com a chegada da L200 Triton e um novo chassi, a Outdoor é "rebaixada" para o lugar da L200 antiga que dá o seu adeus, mas não mudava nada nos motores, inclusive a opção de câmbio automático e em fevereiro de 2008 a L200 Savana retornava só que na base da Outdoor e o motor 2.5 Turbo Diesel de 121 CV.
- Em outubro de 2008 na linha 2009 nada muda, em outubro de 2009 na linha 2010 nada muda, em outubro de 2010 na linha 2011 nada muda, em outubro de 2011 na linha 2012 nada muda e em julho de 2012 ela dá o seu adeus e a Savana passa a ser derivada da Triton e com isso o adeus desse chassi no Brasil depois de 20 anos (contando o tempo que ela era importada).

## Galeria

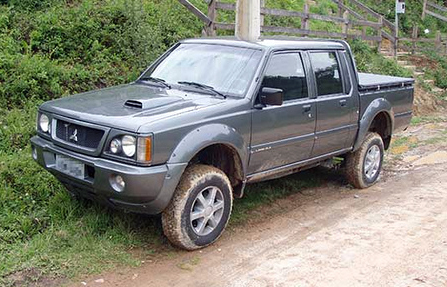
L200 da 2.ª geração com facelift no Brasil
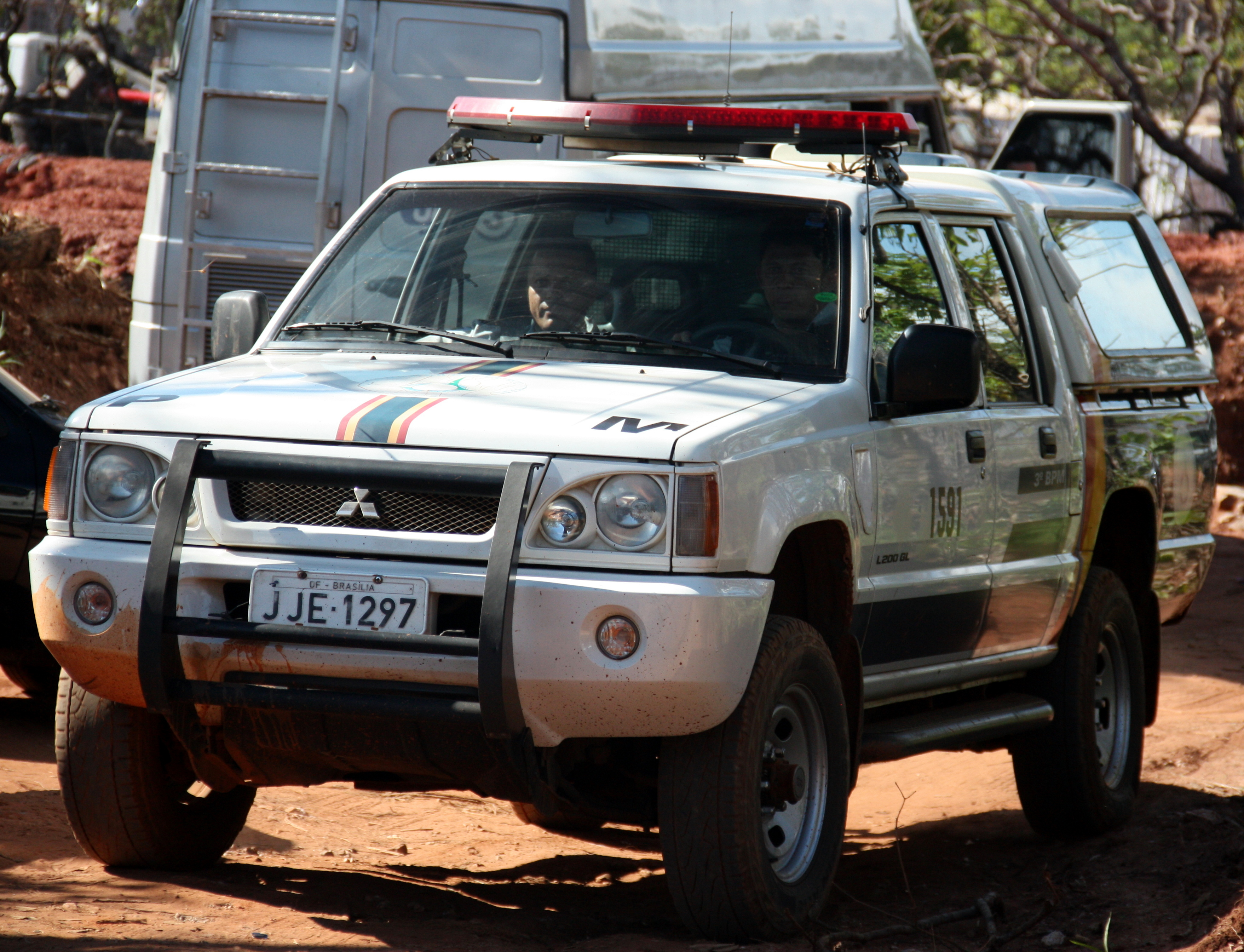
L200 da 2.ª geração usada como viatura da Polícia Militar do Distrito Federal
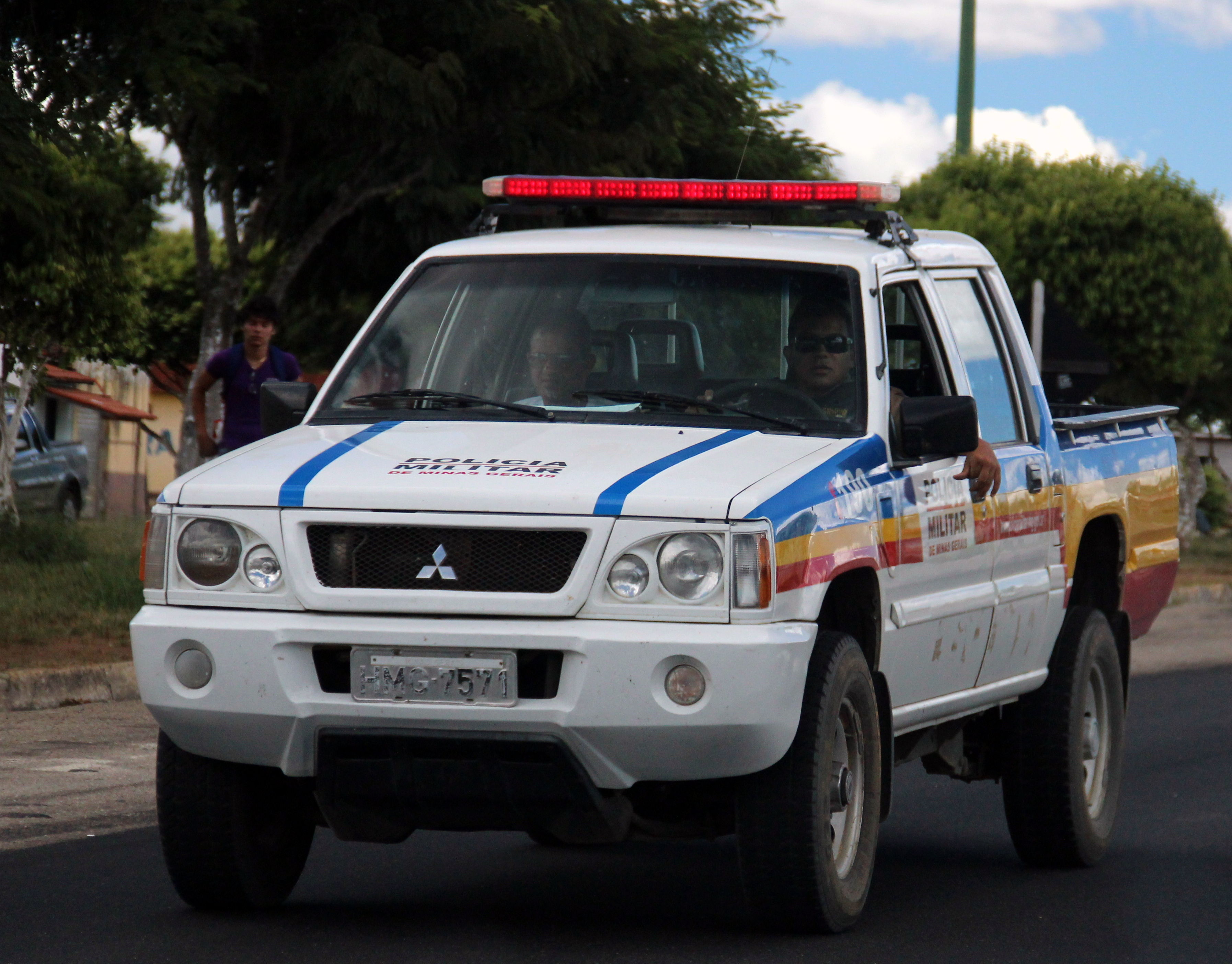
L200 da 2.ª geração usada como viatura da Polícia Militar de Minas Gerais
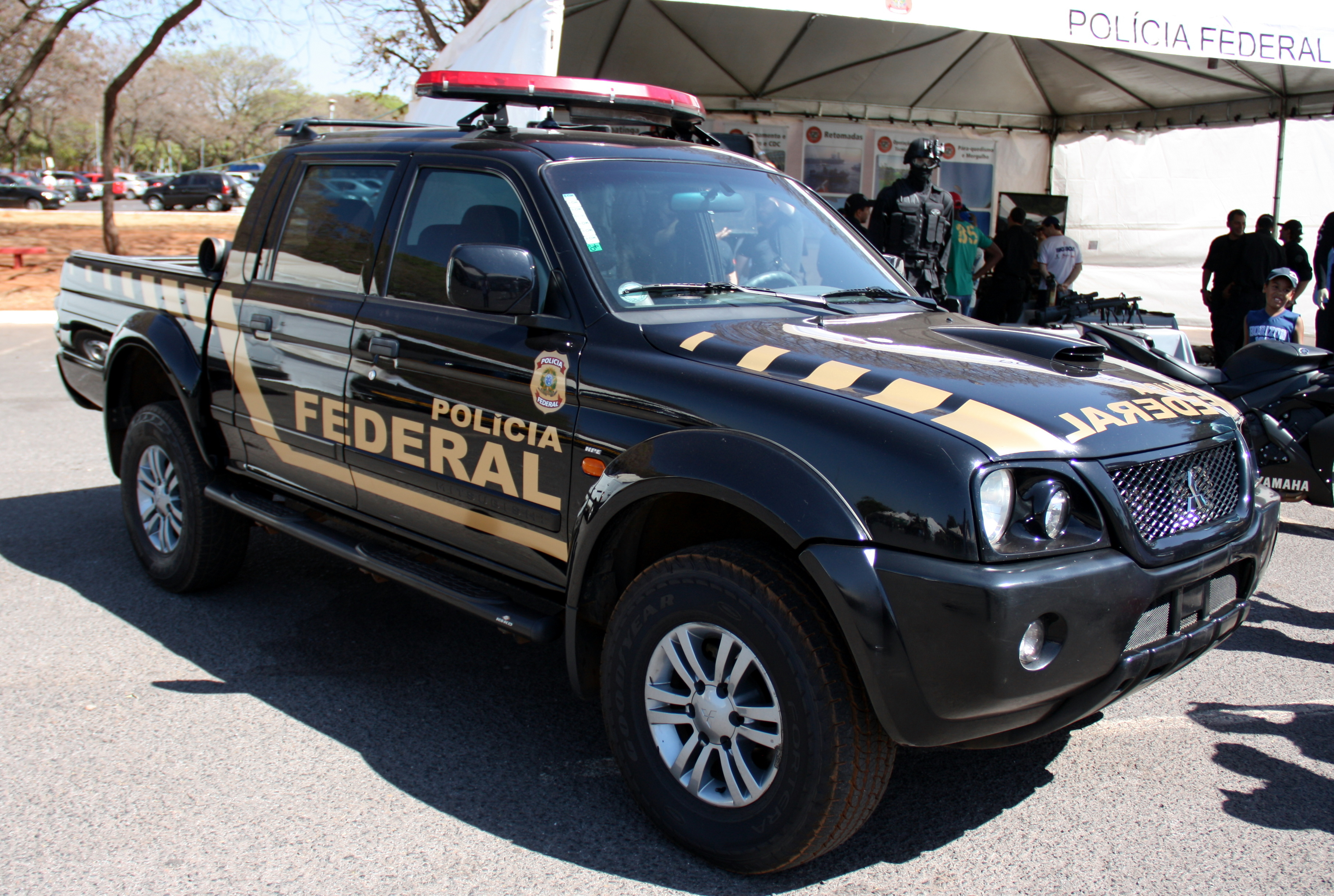
L200 da 3.ª geração usada como viatura da Polícia Federal no Brasil
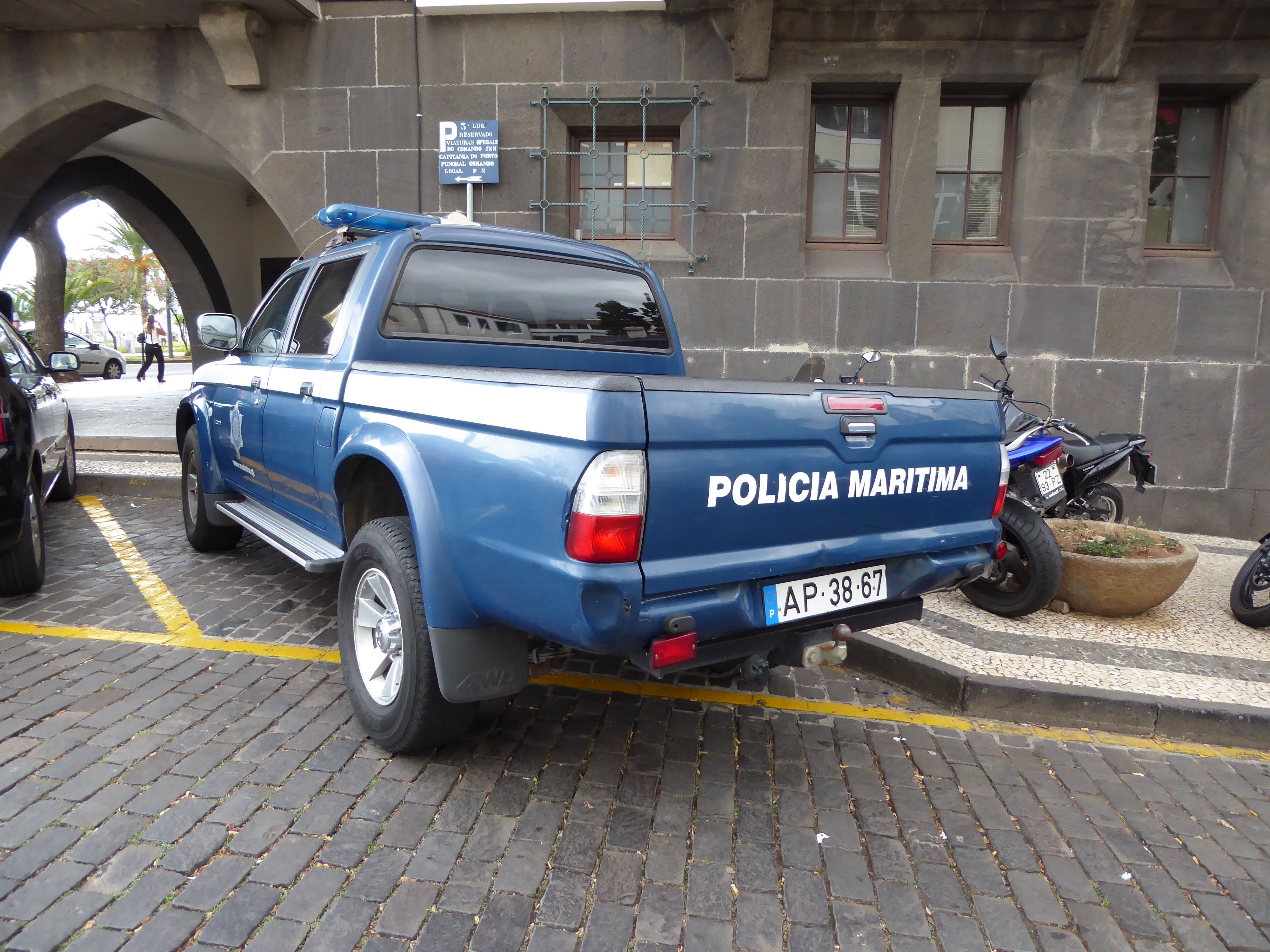
L200 da 3.ª geração usada como viatura da Polícia Marítima em Portugal
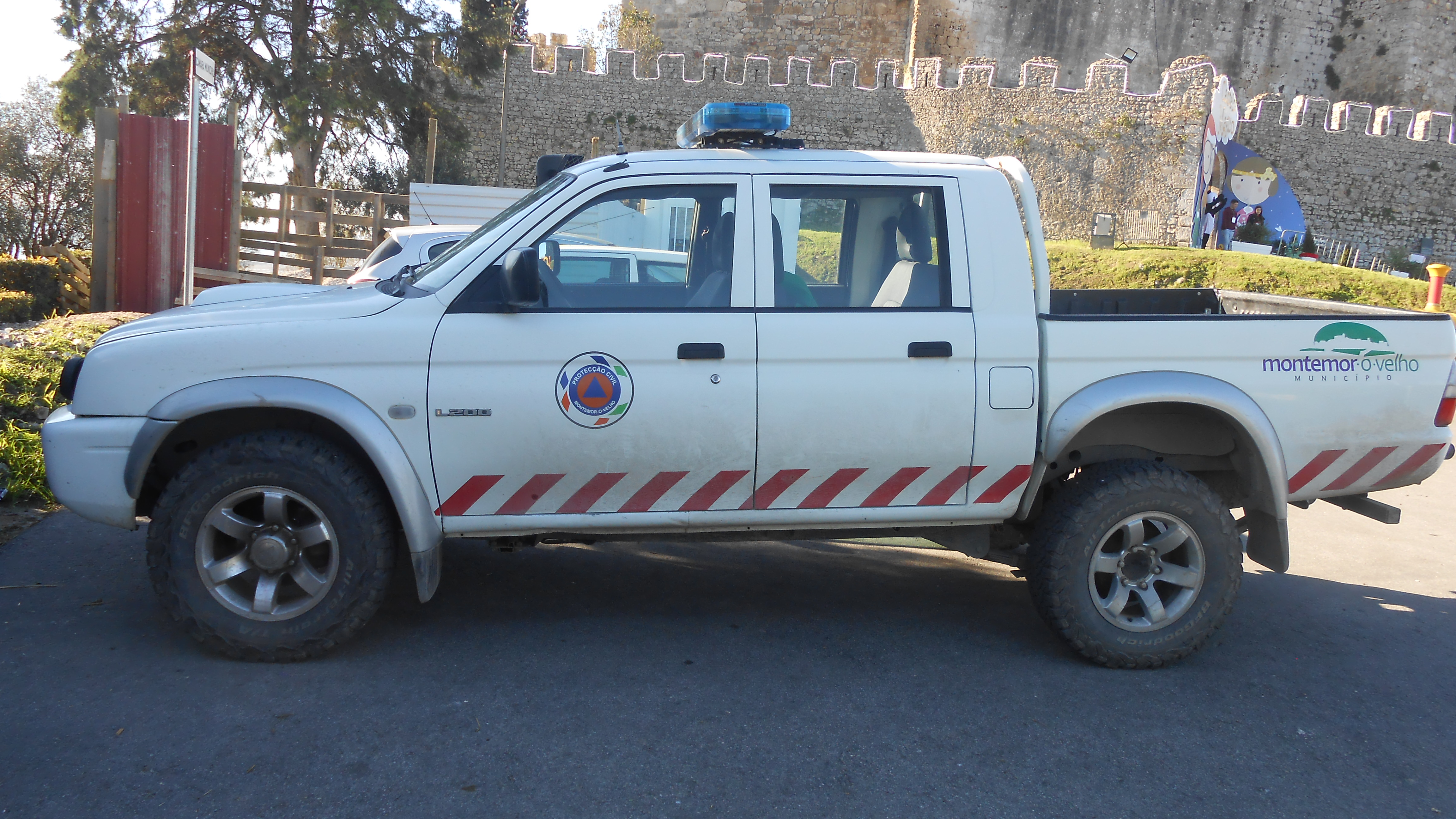
L200 da 3.ª geração usada como viatura da Protecção Civil de Montemor-o-Velho em Portugal
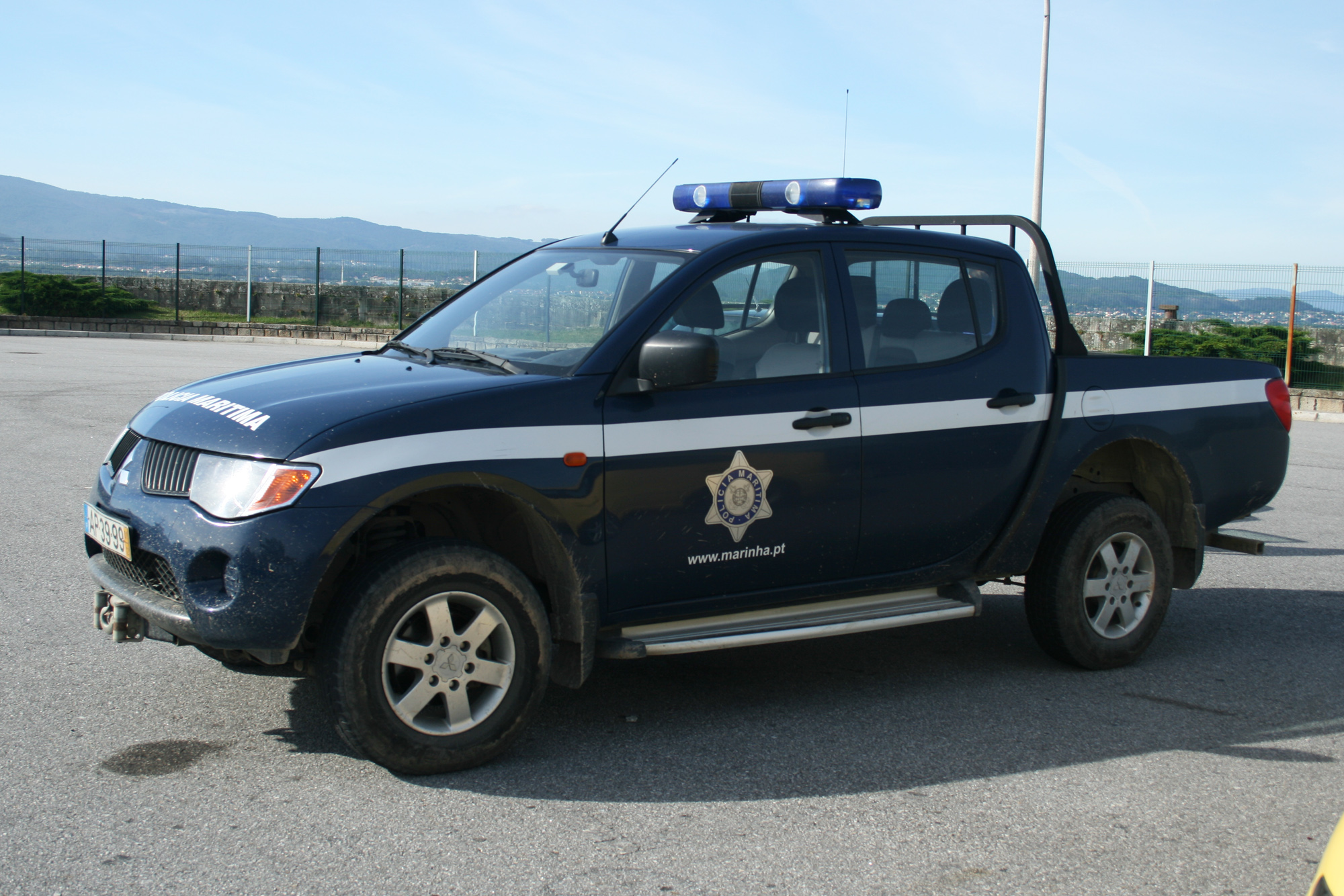
L200 da 4.ª geração usada como viatura da Polícia Marítima em Portugal
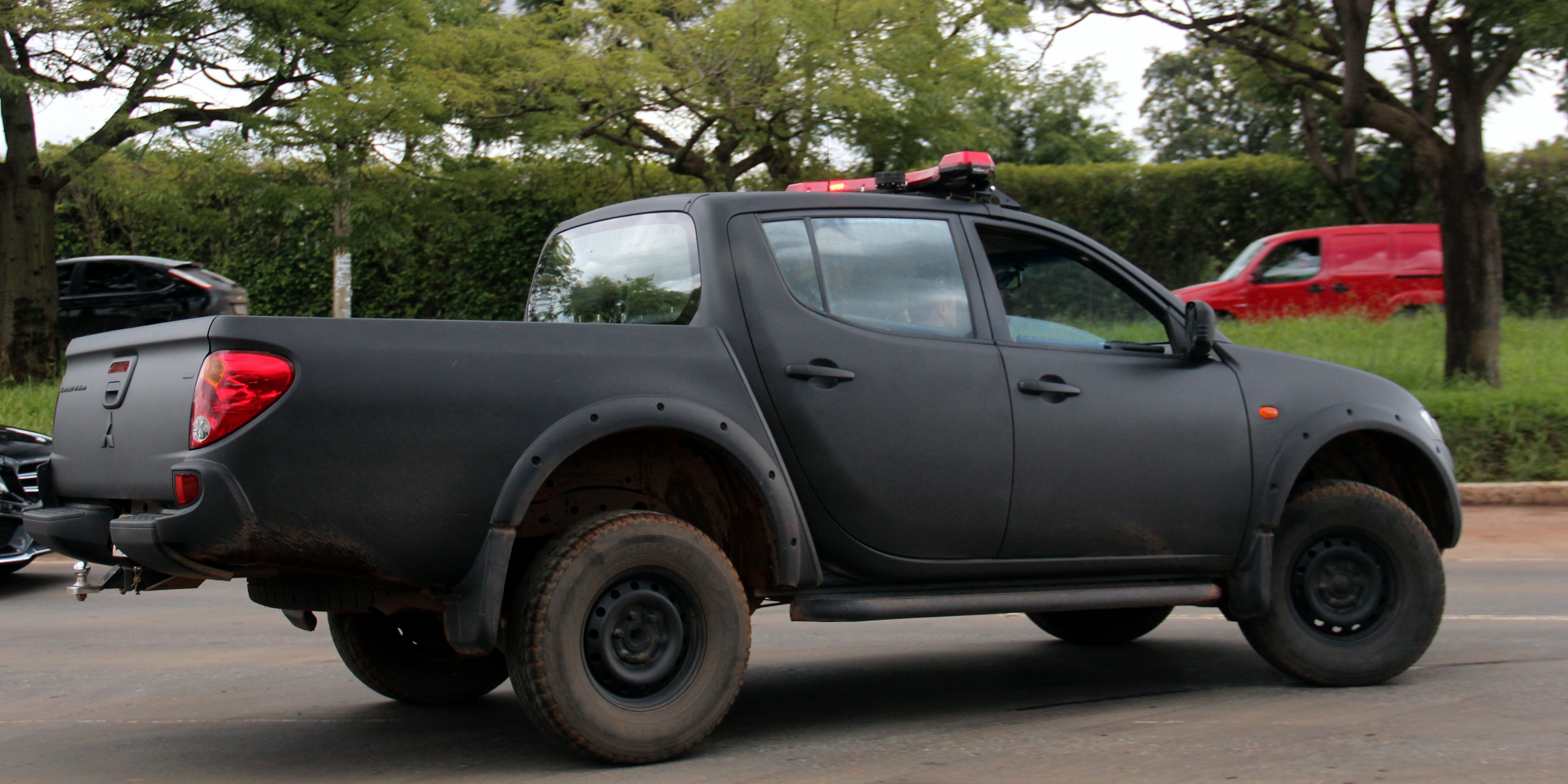
L200 da 4.ª geração usada como viatura do BOPE da Polícia Militar do Distrito Federal
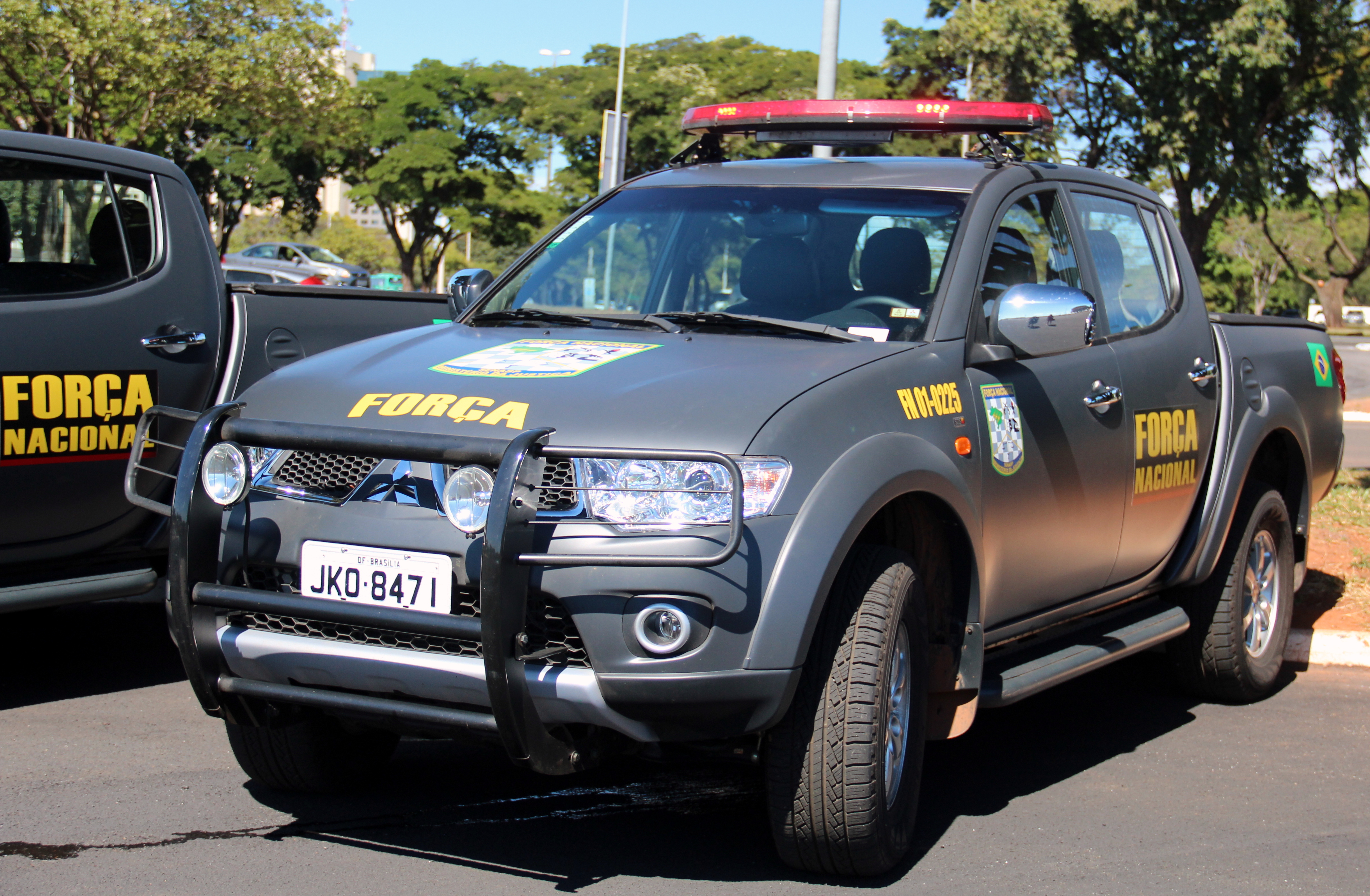
L200 da 4.ª geração usada como viatura da Força Nacional de Segurança Pública
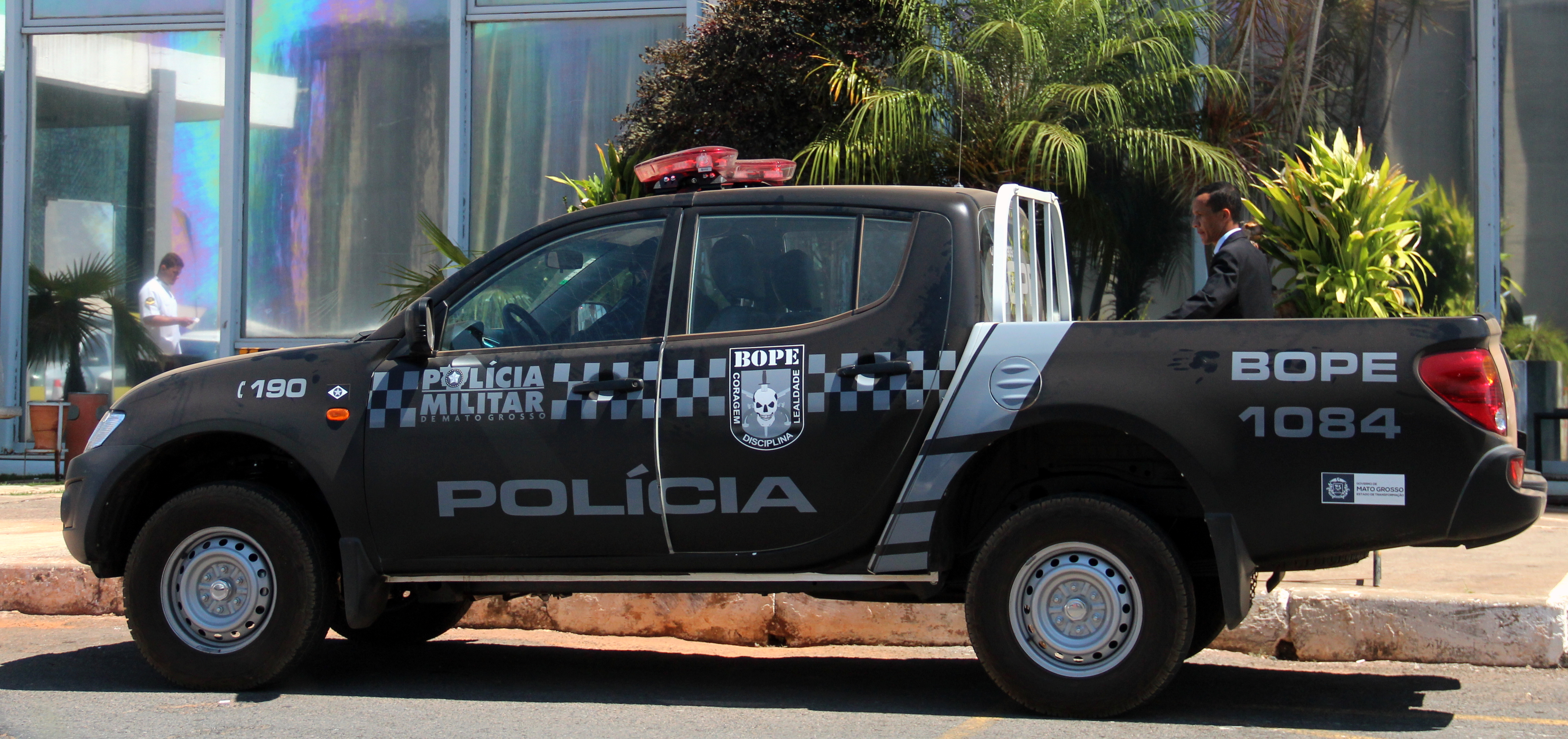
L200 da 4.ª geração usada como viatura do BOPE da Polícia Militar do Estado de Mato Grosso
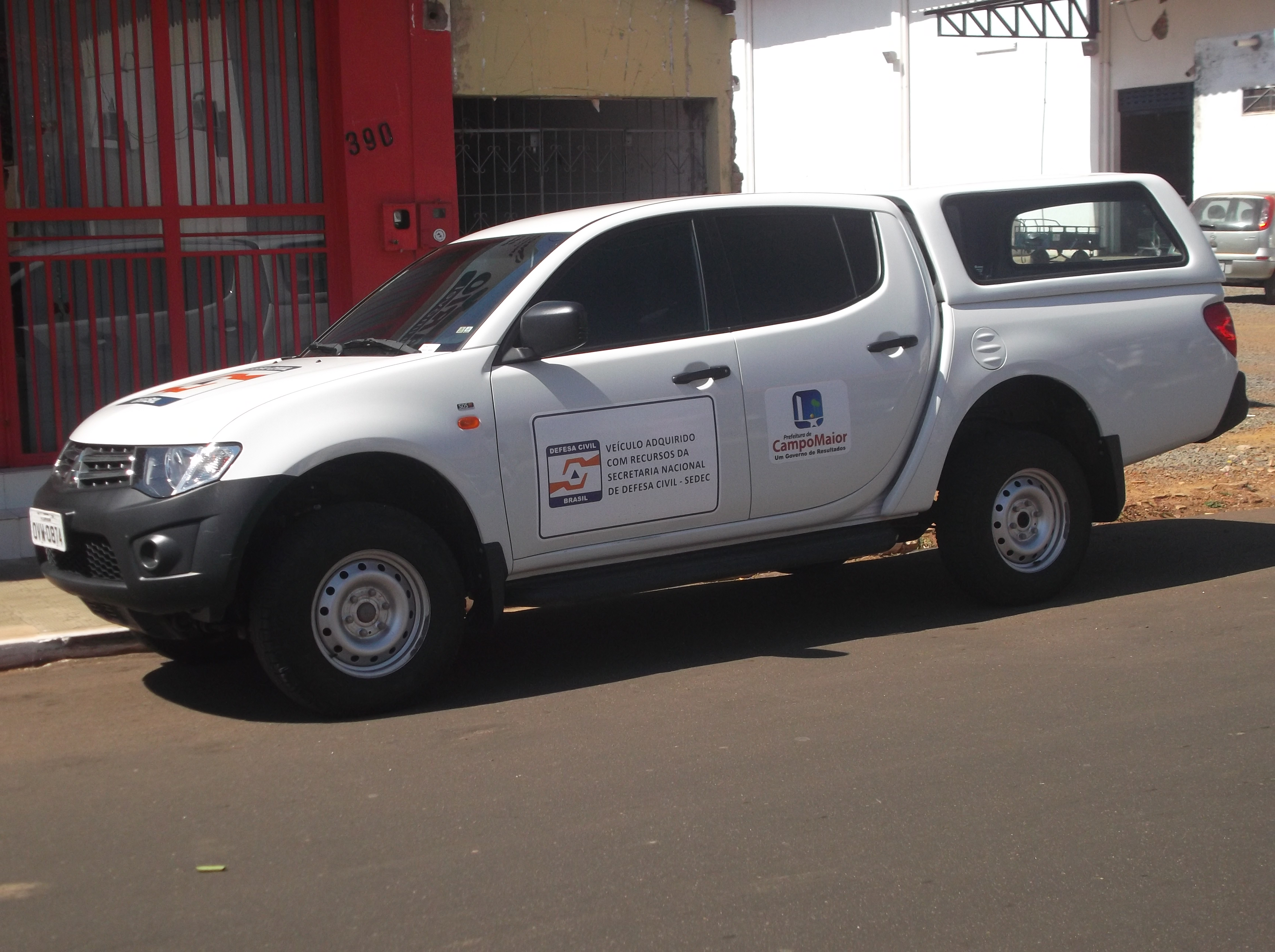
L200 da 4.ª geração usada como viatura da Defesa Civil
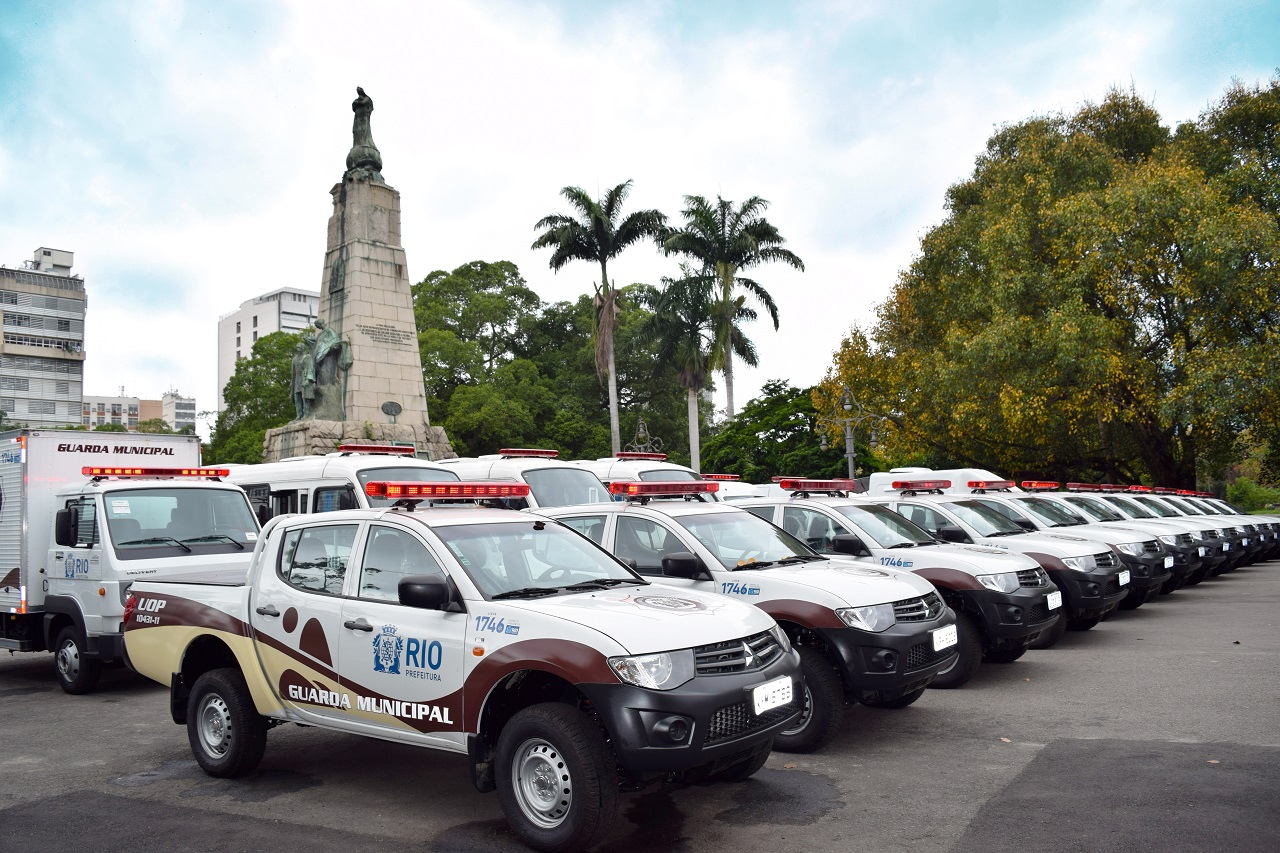
L200 da 4.ª geração usada como viatura da Guarda Municipal do Rio de Janeiro
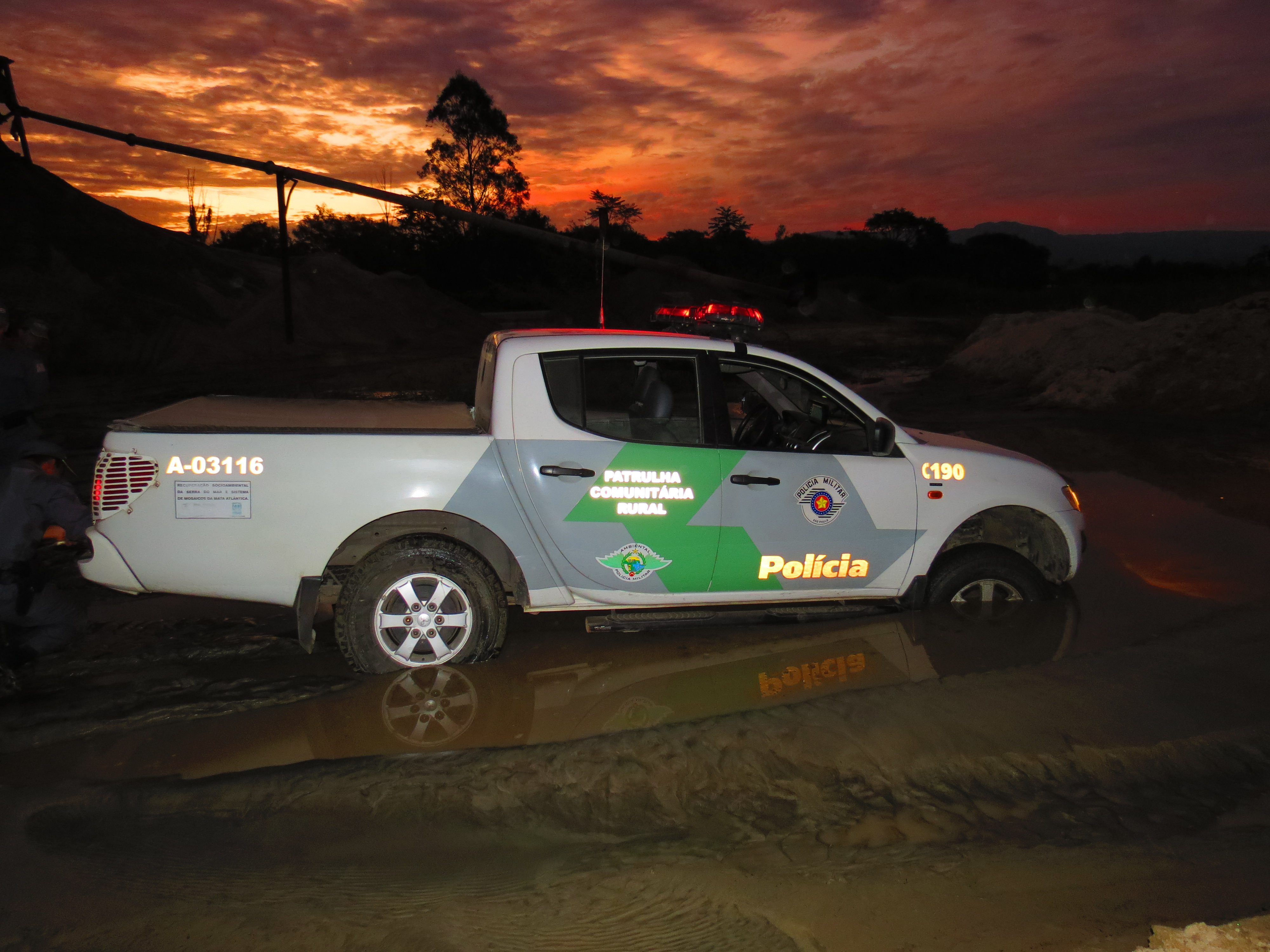
L200 da 4.ª geração usada como viatura da Polícia Militar de São Paulo